# 瓦瑟堡
瓦瑟堡是德国巴伐利亚州的一个市镇。总面积6.34平方公里，总人口3527人，其中男性1707人，女性1820人（2011年12月31日），人口密度556人/平方公里。